# Palotai Károly
Palotai Károly (Békéscsaba, 1935. szeptember 11. – Győr, 2018. február 3.) olimpiai bajnok magyar labdarúgó, nemzetközi labdarúgó-játékvezető, ellenőr és sportvezető. A hazai és a nemzetközi bíróelit legjobb labdarúgója. Polgári foglalkozása sportvezető. Testvére, Palotai János válogatott labdarúgó, fia, Palotai Zsolt elismert lemezlovas. Játékvezetői tevékenysége a Zsolt István utáni második nagy magyar játékvezetői pályafutás. Az UEFA 2016-ban budapesti kongresszusán életműdíjjal ismerte el pályafutását.

## Pályafutása

### Labdarúgóként

#### Klubcsapatban
Békéscsaba Erzsébethely városrészében (Jamina) látta meg a napvilágot. Tősgyökeres békéscsabai tót származású családja az 1930-as években magyarosította a nevét Palotaira. Szülővárosában járt iskolába, majd 1950-től az akkor másodosztályú Békéscsabai Előre játékosa lett. 1955-ben Győrbe ment, és egy évig a Győri Vasas ETO labdarúgója volt. A váltásban az játszotta a főszerepet, hogy bátyja, Palotai János válogatott kapus ekkor már ott játszott és így mentesülhetett a honvédségi besorozás alól. 1956-ban bátyjával és Pálfy Antallal elhagyta az országot és Nyugat-Németországba távozott. Az NSZK-ban féléves nemzetközi eltiltást követően a Freiburg csapatában játszott és a Siemensnél dolgozott. 1958-ban tért haza. 1959-től szerepelhetett újra a győri együttesben, amelynek 1967-ig volt a tagja.
Az 1963-as őszi idényben a bajnokcsapat tagja volt. Sorozatban háromszor nyert Magyar Népköztársasági Kupát az ETO-val: 1965-ben, 1966-ban és 1967-ben. 1965-ben a Bajnokcsapatok Európa-kupája elődöntőjében az Benfica ellen kieső csapat tagja volt. 1955 és 1967 között összesen 171 bajnoki mérkőzésen 45 gólt szerzett. Nagy álma, a válogatottság azonban soha nem teljesült.
1967-ben a Magyar Népköztársaság Kupa-döntőn megsérült, ezért játékos-pályafutását be kellett fejeznie.

#### Az olimpiai válogatottban
Az 1964-es tokiói olimpián a magyar csapat kapitányaként lett olimpiai bajnok, de a döntőn sérülés miatt nem vehetett részt. Aranyérmet a hazai szurkolóktól kapott. Az olimpiai válogatottban 15 mérkőzésen 2 gólt szerzett. A B-válogatottban 8 alkalommal játszott és 1 gólt szerzett.

### Labdarúgó-játékvezetőként

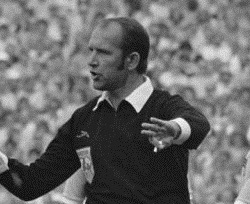
1974-ben

#### Nemzeti játékvezetés
Játékvezetőként talán még eredményesebb életpályát mondhat magáénak, mint labdarúgóként. Már játékosként, 1959-ben levizsgázott a szabályokból, és labdarúgó-pályafutását befejezve 1967-től megyei szintű labdarúgóosztályokban szerezte meg a szükséges tapasztalatokat. 1969-ben NB II-es játékvezető lett, majd 1970-ben mutatkozott be az NB I-ben. Az aktív nemzeti játékvezetést 1983-ban fejezte be. Foglalkoztatására jellemző, hogy az 1973/1974-es bajnoki idényben Petri Sándor társaságában 17 találkozót, az 1978/1979-esben 22 mérkőzést, az 1982/1983-asban 18 összecsapást vezethetett. 1970–1983 között 215 élvonalbeli mérkőzést vezetett, és ezzel az örökranglistán Bede Ferenc,valamint Puhl Sándor mögött a harmadik legtöbbet foglalkoztatott magyar játékvezető. Az UEFA 2016-ban budapesti kongresszusán életműdíjjal ismerte el pályafutását.
| Időpont           | Helyszín                         | Mérkőzés típusa          | Mérkőzés                              | Eredmény |
| ----------------- | -------------------------------- | ------------------------ | ------------------------------------- | -------- |
| 1970. október 11. | Rohonci úti stadion, Szombathely | első NB I-es mérkőzése   | Szombathelyi Haladás–Salgótarjáni BTC | 1 – 2    |
| 1983. november 3. | Rohonci úti stadion, Szombathely | utolsó NB I-es mérkőzése | Szombathelyi Haladás–MTK-VM           | 1 – 1    |

Palotai Károly unikum a világ legjobb bírói között. Senkinek sincs olyan gazdag játékos-pályafutása, mint neki: egyszerre volt olimpiai bajnok, bajnoki címet nyert, szerepelt a BEK elődöntőjében. Palotai az egyetlen, aki játékosként és játékvezetőként is részt vett a Bajnokcsapatok Európa Kupájában. Egy időben ő volt Európa legjobban foglalkoztatott FIFA-játékvezetője. Véleménye a játékvezetői sikerről: A világbajnoki döntő vezetése a játékvezető karrierjének csúcsa. Ez a bíró halhatatlansága, hiszen neve fennmarad az idők végezetéig. A sportszaksajtó értékelése szerint az egyik, sporttörténeti besorolás szerint a "második nagy" magyar játékvezető. Az első Zsolt István, a harmadik Puhl Sándor. A "nagyok" közül egyedül Puhlnak adatott meg a világbajnoki döntő vezetése. Vezetett kupadöntők száma: 1.
Magyar Népköztársasági Kupa
| Időpont        | Helyszín             | Mérkőzés típusa | Mérkőzés                      | Eredmény | Nézők száma |
| -------------- | -------------------- | --------------- | ----------------------------- | -------- | ----------- |
| 1974. május 1. | Népstadion, Budapest | döntő           | Ferencváros–Komlói Bányász SK | 3 : 1    | 10 000      |

#### Nemzetközi játékvezetés
A Magyar Labdarúgó-szövetség Játékvezető Bizottságának (JB) felterjesztésére lett Nemzetközi Labdarúgó-szövetség (FIFA) játékvezető, 1970 és 1983 között 143 nemzetközi mérkőzést vezetett, ebből 27 válogatott találkozót. Az 1970-es és 1980-as évek egyik meghatározó játékvezetője volt. A vezetett kupamérkőzések nemzetközi örökranglistáján 45 találkozó irányításával a 25. helyet foglalja el. A magyar nemzetközi játékvezetők rangsorában, a világbajnokság-Európa-bajnokság sorrendjében többedmagával a 3. helyet foglalja el 13 találkozó szolgálatával. 1983-ban a Csehszlovákia–Románia Európa-bajnoki selejtező mérkőzéssel búcsúzott a nemzetközi porondtól.
Az 1972. évi, majd az 1976. évi nyári olimpiai játékok labdarúgó tornáján a FIFA JB bírói szolgálattal bízta meg. Münchenben az egyik legkiemelkedőbben foglalkoztatott bíró volt, öt találkozón kapott szakmai feladatot. Olimpián vezetett mérkőzéseinek száma: 2 + 6 (partbíró).
Három világbajnokságon és annak selejtezőin a FIFA JB játékvezetőként alkalmazta (1974, NSZK, 1978 és 1982, Spanyolország). A negyedik magyar bíró, aki mérkőzésvezetésre kapott megbízást. Az NSZK-ban egy csoportmérkőzést vezetett és a döntőn – Hollandia–NSZK (1–2) – negyedik játékvezető lehetett. A FIFA ezen a tornán alkalmazta először a negyedik játékvezető feladatkört. Az angol John Keith Taylor tartalékja volt. Argentínában a második csoporttalálkozón, az Argentína–Brazília összecsapáson pazar teljesítményt nyújtva sárga kártya nélkül hozta le a találkozót. A FIFA JB elvárása szerint, ha nem vezetett, akkor partbíróként tevékenykedett. 1974-ben két csoportmérkőzésen egyes számú besorolást kapott, játékvezetői sérülés esetén továbbvezethette volna a találkozót. 1978-ban egy csoportmérkőzésen egyes számú besorolást kapott, a bronzmérkőzésen 2. pozícióban tevékenykedett. 1982-ben négy csoportmérkőzésen volt partjelző, közte az Argentína–Belgium (0–1) nyitómérkőzésen. Az előzetes tervek szerint ő vezette volna a nyitómérkőzést, de a hazaiak sportpolitikájának köszönhetően csak asszisztens lehetett. Előzőleg egy kupamérkőzésen a Real Madridból a magyar sportember kiállított három játékost és ezt nehezményezte a spanyol sportvezetés. Világbajnokságokon vezetett mérkőzéseinek száma: 4 + 8 (partjelző). Világbajnokságon a döntőben ő volt az első negyedik játékvezető: 1.
Három Európa-bajnokság selejtezőin (1976, 1980, 1984)  és az 1980-as olaszországi Európa-bajnokságon alkalmazták.
Nemzetközi kupamérkőzések
Az Európai Labdarúgó-szövetség (UEFA) Játékvezető Bizottsága kiemelkedő szakmai felkészültségének elismeréseként öt alkalommal bízta meg az UEFA által szervezett kupatorna döntőjének koordinálásával. Játékvezetőként több mint tizenöt BEK-mérkőzést vezetett.
Vezetett Kupa-döntők száma: 5.
Bajnokcsapatok Európa-kupája
A 22. és a 27. játékvezető – az első, és a 2. magyar, illetve a 2. és a 3. szocialista országbeli – aki BEK döntőt vezetett. A torna történetében 2014-ig rajta kívül Leo Horn, Gottfried Dienst és Concetto Lo Bello vezethetett két alkalommal döntőt.
| Időpont         | Helyszín                      | Mérkőzés típusa | Mérkőzés                        | Eredmény | Nézők száma |
| --------------- | ----------------------------- | --------------- | ------------------------------- | -------- | ----------- |
| 1976. május 12. | Hampden Park Stadion, Glasgow | döntő           | FC Bayern München–Saint-Étienne | 1 : 0    | 54 864      |
| 1981. május 27. | Princes Park Stadion, Párizs  | döntő           | Liverpool–Real Madrid CF        | 1 : 0    | 48 360      |

UEFA-kupa
| Időpont        | Helyszín                 | Mérkőzés típusa      | Mérkőzés                           | Eredmény | Nézők száma |
| -------------- | ------------------------ | -------------------- | ---------------------------------- | -------- | ----------- |
| 1975. május 7. | Rheinstadion, Düsseldorf | döntő első találkozó | Borussia Mönchengladbach–FC Twente | 0 : 0    | 42 000      |

Kupagyőztesek Európa-kupája
| Időpont         | Helyszín                 | Mérkőzés típusa | Mérkőzés                        | Eredmény | Nézők száma |
| --------------- | ------------------------ | --------------- | ------------------------------- | -------- | ----------- |
| 1979. május 16. | St. Jakob-Stadion, Bázel | döntő           | FC Barcelona–Fortuna Düsseldorf | 4 : 3    | 58 500      |

UEFA-szuperkupa
Az Európai Szuperkupát évente rendezik meg a BEK és a KEK tornasorozat győztese között.
| Időpont           | Helyszín                      | Mérkőzés típusa      | Mérkőzés                 | Eredmény | Partbírók                 |
| ----------------- | ----------------------------- | -------------------- | ------------------------ | -------- | ------------------------- |
| 1978. december 4. | Emile Versé Stadion, Brüsszel | döntő első találkozó | RSC Anderlecht–Liverpool | 1 : 1    | Tompa István/Győri László |

### Sportvezetőként
1971-1995 között a Győr-Sopron megyei Sportigazgatóság helyettes vezetője. 1985-ben a FIFA oktatási paneljében dolgozott instruktorként és játékvezető-ellenőrként 1997-ig. Szintén 1985-ben az UEFA játékvezető-ellenőre is lett, ahol 2005-ig dolgozott. 1990 és 1994 között a FIFA Játékvezető Bizottság tagja volt. 1983 és 1985 között a Magyar Olimpiai Bizottság tagjaként is működött. 1990-ben a Győr-Moson-Sopron Megyei Labdarúgó-szövetség elnökévé választották, mely posztot 1998-ig viselt. 1990-től az MLSZ JT elnökhelyettese, majd a JB alelnöke. 1993 és 1996 között a Magyar Labdarúgó-szövetség elnökségi tagja volt. 1971 és 1990 között a Győr-Moson-Sopron Megyei Sportigazgatóság helyettese vezetője volt. 1990-1998 között a Győr-Moson-Sopron megyei LSZ elnöke. 1985 és 2005 között a FIFA, az UEFA és az MLSZ JB ellenőre. 1990 és 2006 között az MLSZ JT elnökhelyettese, a JB alelnöke.
A Győr-Moson-Sopron megyei labdarúgó-szövetség játékvezetői bizottsága új elemmel kívánja megújítani a bírók értékelését és elismerését, ezért megalapította A megye játékvezetéséért életműdíjat. 2009-ben megyei labdarúgó-játékvezetők hagyományos évadzáró-évadnyitó farsangi bálján Palotai Károly, egykori kiváló FIFA-játékvezető kapta meg ezt a megtisztelő elismerést.

## Emlékezete
- Palotai, az első magyar sztárbíró címmel könyv jelent meg az olimpiai bajnok labdarúgóról és világhírű játékvezetőről. A szerző Papp Győző, a Kisalföld sportrovatának vezetője.
- Játékvezető: Palotai (1981) az MTV portréfilmje.

## Sikerei, díjai
- Munka Érdemrend ezüst fokozata (1964)
- Győr-Sopron megye legjobb sportolója (1963)[7]
- Népsport-kupa (1979, 1980, 1981)
- Aranysíp (1982)
- Aranyjelvény (1979, 1984)
- Magyar Népköztársaság Sport Érdemérem arany fokozata (1986)
- Bauer Rudolf-sportdíj (1994)
- Szent László-díj (1996)
- 1996-ban a nemzetközi játékvezetés hírnevének erősítése, hazájában 10 éve a legmagasabb Ligában (osztályban) folyamatosan tevékenykedő, eredményes pályafutása elismeréseként, a FIFA JB felterjesztésére az 1965-ben alapított International Referee Special Award címmel és oklevéllel tüntette ki.
- 100 éves MLSZ jubileumi emlékérme (2001)
- Győr díszpolgára (2012)
- Prima díj (2014)
- Sportújságírók Szövetsége "Életműdíjjal" tüntette ki (2014)
- MOB fair play-díj (életmű kategória) (2015)[8]
- A Magyar Érdemrend lovagkeresztje (2015)
- Az UEFA életmű-díjasa (2016)
- Békéscsaba halhatatlan sportcsillaga (2017. december 11.) – utolsó nyilvános szereplése[9]

## Statisztika

### Mérkőzései az olimpiai válogatottban
| Magyarország | Magyarország       | Magyarország                         | Magyarország     | Magyarország | Magyarország  | Magyarország          | Magyarország | Magyarország |
| #            | Dátum              | Helyszín                             | Hazai            | Eredmény     | Vendég        | Kiírás                | Gólok        | Esemény      |
| ------------ | ------------------ | ------------------------------------ | ---------------- | ------------ | ------------- | --------------------- | ------------ | ------------ |
|              | 1963. május 4.     | Budapest, Népstadion                 | Magyarország     | 4 – 0        | Svédország    | olimpiai selejtező    | -            | Gól          |
|              | 1963. december 3.  | Dakar                                | Szenegál         | 3 – 8        | Magyarország  | barátságos (olimpiai) | -            | becserélve   |
|              | 1963. december 5.  | Abidjan                              | Elefántcsontpart | 1 – 4        | Magyarország  | barátságos (olimpiai) | -            | becserélve   |
|              | 1963. december 8.  | Lomé                                 | Togo             | 2 – 3        | Magyarország  | barátságos (olimpiai) | -            |              |
|              | 1963. december 15. | Accra                                | Ghána            | 1 – 2        | Magyarország  | barátságos (olimpiai) | -            |              |
|              | 1964. április 29.  | Palma de Mallorca                    | Spanyolország    | 1 – 2        | Magyarország  | olimpiai selejtező    | -            |              |
|              | 1964. május 6.     | Budapest, Népstadion                 | Magyarország     | 3 – 0        | Spanyolország | olimpiai selejtező    | -            |              |
|              | 1964. október 11.  | Tokió, Olimpiai stadion (JPN)        | Magyarország     | 6 – 0        | Marokkó       | olimpiai B csoport    | -            |              |
|              | 1964. október 15.  | Tokió, Komazawa stadion (JPN)        | Magyarország     | 6 – 5        | Jugoszlávia   | olimpiai B csoport    | -            |              |
|              | 1964. október 18.  | Jokohama, Mitsuzawa stadion (JPN)    | Magyarország     | 2 – 0        | Románia       | olimpiai negyeddöntő  | -            |              |
|              | 1964. október 20.  | Tokió, Csicsibu Herceg Stadion (JPN) | Magyarország     | 6 – 0        | Egyiptom      | olimpiai elődöntő     | -            |              |
|              | Összesen           |                                      |                  | 0            | mérkőzés      |                       | 0            | gól          |

### Nemzetközi válogatott mérkőzései játékvezetőként
| #   | Dátum               | Helyszín                                    | Hazai         | Eredmény | Vendég         | Kiírás               | Gólok | Esemény |
| --- | ------------------- | ------------------------------------------- | ------------- | -------- | -------------- | -------------------- | ----- | ------- |
| 1.  | 1972. május 23.     | Madrid, Vicente Calderón Stadion            | Spanyolország | 2 – 0    | Uruguay        | barátságos           | -     |         |
| 2.  | 1972. augusztus 31. | Ingolstadt, Városi Stadion (FRG)            | Marokkó       | 6 – 0    | Malajzia       | olimpiai csoportkör  | -     |         |
| 3.  | 1974. június 15.    | Hannover, Niedersachsenstadion (FRG)        | Uruguay       | 0 – 2    | Hollandia      | vb-csoportkör        | -     |         |
| 4.  | 1975. szeptember 3. | Bécs, Práter-stadion                        | Ausztria      | 0 – 2    | NSZK           | barátságos           | -     |         |
| 5.  | 1975. október 15.   | Amszterdam, Olimpiai Stadion                | Hollandia     | 3 – 0    | Lengyelország  | Eb-selejtező         | -     |         |
| 6.  | 1976. április 7.    | Torino, Stadio Comunale                     | Olaszország   | 3 – 1    | Portugália     | barátságos           | -     |         |
| 7.  | 1976. május 15.     | Glasgow, Hampden Park                       | Skócia        | 2 – 1    | Anglia         | brit házibajnokság   | -     |         |
| 8.  | 1976. július 25.    | Toronto, Varsity Stadion (CAN)              | Brazília      | 4 – 1    | Izrael         | olimpiai negyeddöntő | -     |         |
| 9.  | 1976. október 10.   | Sevilla, Estadio Ramón Sánchez-Pizjuán      | Spanyolország | 1 – 0    | Jugoszlávia    | vb-selejtező         | -     |         |
| 10. | 1977. április 27.   | Köln, Müngersdorfer Stadion                 | NSZK          | 5 – 0    | Észak-Írország | barátságos           | -     |         |
| 11. | 1977. június 4.     | London, Wembley Stadion                     | Anglia        | 1 – 2    | Skócia         | brit házibajnokság   | -     |         |
| 12. | 1977. november 16.  | London, Wembley Stadion                     | Anglia        | 2 – 0    | Olaszország    | vb-selejtező         | -     |         |
| 13. | 1978. április 5.    | Hamburg, Volksparkstadion                   | NSZK          | 0 – 1    | Brazília       | barátságos           | -     |         |
| 14. | 1978. június 3.     | Buenos Aires, José Amalfitani Stadion (ARG) | Ausztria      | 2 – 1    | Spanyolország  | vb-csoportkör        | -     |         |
| 15. | 1978. június 18.    | Rosario, Estadio Gigante de Arroyito        | Argentína     | 0 – 0    | Brazília       | vb-középdöntő        | -     |         |
| 16. | 1978. szeptember 1. | Párizs, Parc des Princes                    | Franciaország | 2 – 2    | Svédország     | Eb-selejtező         | -     |         |
| 17. | 1978. december 20.  | Düsseldorf, Rheinstadion                    | NSZK          | 3 – 1    | Hollandia      | barátságos           | -     |         |
| 18. | 1979. június 1.     | Berlin, Stadion der Weltjugend              | NDK           | 1 – 0    | Románia        | barátságos           | -     |         |
| 19. | 1979. október 17.   | Glasgow, Hampden Park                       | Skócia        | 1 – 1    | Ausztria       | Eb-selejtező         | -     |         |
| 20. | 1980. június 12.    | Milánó, Giuseppe Meazza Stadion             | Olaszország   | 0 – 0    | Spanyolország  | Eb-csoportkör        | -     |         |
| 21. | 1981. szeptember 9. | Brüsszel, Heysel Stadion                    | Belgium       | 2 – 0    | Franciaország  | vb-selejtező         | -     |         |
| 22. | 1982. június 28.    | Madrid, Vicente Calderón Stadion (ESP)      | Ausztria      | 0 – 1    | Franciaország  | vb-középdöntő        | -     |         |
| 23. | 1982. október 13.   | London, Wembley Stadion                     | Anglia        | 1 – 2    | NSZK           | barátságos           | -     |         |
| 24. | 1983. július 26.    | Lipcse, Zentralstadion                      | NDK           | 1 – 3    | Szovjetunió    | barátságos           | -     |         |
| 25. | 1983. november 16.  | Hamburg, Volksparkstadion                   | NSZK          | 0 – 1    | Észak-Írország | Eb-selejtező         | -     |         |
| 26. | 1983. november 30.  | Pozsony, Tehelné pole                       | Csehszlovákia | 1 – 1    | Románia        | Eb-selejtező         | -     |         |
| 27. | 1984. január 11.    | Kalkutta, Eden Gardens                      | India         | 1 – 2    | Lengyelország  | Nehru-kupa           | -     |         |
| 28. | 1984. január 17.    | Kalkutta, Eden Gardens                      | Argentína     | 1 – 2    | Lengyelország  | Nehru-kupa           | -     |         |
|     | Összesen            |                                             |               | 28       | mérkőzés       |                      |       |         |